# Талев, Димитр
Димитр Талев (настоящие имя и фамилия — Димитр Талев Петров-Палисламов; 1 [13] сентября 1898, Прилеп — 20 октября 1966, София) — болгарский писатель и журналист, народный деятель культуры Болгарии (1966). Лауреат Димитровской премии (1959).

## Биография
Родился в семье кузнеца. Брат — член македонской революционной организации.
В 1925 году окончил Софийский университет, где слушал лекции по болгарской филологии и истории Л. Милетича, Ивана Шишманова, Бояна Пенева, М. Арнаудова и др. профессоров.
Литературный дебют Димитра Талева состоялся в 1916. В первой половине 1920-х гг. начал публиковаться в революционной печати, позднее сотрудничал с рядом болгарских изданий.
С 1927 года работал в редакции газеты «Македония. Всекидневник за политика, културен живот и информация», печатном органе активного крыла македонского революционного движения, в 1930—1931 — был её главным редактором.
Димитр Талев придерживался националистических политических взглядов, состоял в руководстве Союза ратников за прогресс Болгарии.
В 1944 году Талев был обвинен новой коммунистической властью в национализме и исключён из Союза болгарских писателей. В октябре того же года арестован без официального обвинения, суда и следствия «за проявления великоболгарского шовинизма». Заключён в Софийскую центральную тюрьму (до марта 1945 года). Затем этапирован в «исправительно-трудовое поселение» в Бобов-Дол (до конца августа 1945 года).
В октябре 1947 года Талев был вновь арестован. У Талева в тот период открылась тяжёлая форма язвы. В таком состоянии он был отправлен на рудник «Куциян» близ г. Перник. Благодаря вмешательству родственников и друзей, в 1948 году тяжелобольной Талев был освобождён.
Семья писателя была выселена из столицы в Луковит, где в условиях общественной изоляции писатель в течение следующих 10 лет занимался доработкой своей тетралогии: романа «Железный светильник» (1952), написал романы «Ильин день» (1953) и «Преспанские колокола» (1954).
В конце 1950-х — начале 1960-х гг., когда претензии Болгарии по македонскому вопросу были устранены, коммунистические власти НРБ реабилитировали Талева и разрешили свободно заниматься литературным творчеством.
Писатель стал лауреатом Димитровской премии (1959), «Заслуженным деятелем культуры НРБ», позже — «Народным деятелем культуры Болгарии» (1966).
Избирался депутатом Народного собрания Болгарии 5-го созыва (1966).

## Творчество
В сборниках рассказов «Золотой ключ» (1935) и «Старый дом» (1938) правдиво воспроизвёл патриархальный быт маленьких городков.
К важнейшим произведениям Талева принадлежит тетралогия социально-бытовых романов о национально-освободительной борьбе в Македонии XIX — начале XX вв.:
- Железный светильник (1952, рус. пер. 1957) / Железният светилник
- Ильин день (1953, рус. пер. 1958) / Илинден
- Преспанские колокола (1954, рус. пер. 1957) / Преспанските камбани
- Голоса ваши слышу (1966, рус. пер. 1974) / Гласовете ви чувам.

## Избранная библиография
- Сълзите на мама (1925)
- В дрезгавината на утрото (1928)
- Усилни години (1930)
- Здравец и Иглика; Сърцето-цвете (1930)
- Под мрачно небе (1932)
- Златният ключ (1935)
- Старата къща (1938)
- На завой (1940)
- Гоце Делчев (1942)
- Град Прилеп (1943)
- Завръщане (1944)

Автор исторических повестей:
- Великий царь (1937, 1943)
- Кипровец восстал (1953),
- Хилендарский монах (1962),
- Братья из Струги (1962).
- трилогия «Самуил, царь болгарский»
  - Каменные щиты , кн. 1 (1958)
  - Пепеляшка и царский сын, кн. 2 (1959)
  - Погибель, кн. 3 (1960)